# Giải LVFCS cho kịch bản hay nhất
Giải LVFCS cho kịch bản hay nhất là một trong các giải của LVFCS dành cho kịch bản phim, được bầu chọn là hay nhất. Giải này được lập từ năm 1997.

## Các kịch bản đoạt giải

### Thập niên 1990
| Năm  | Kịch bản phim               | Soạn giả                        | Nguồn                        |
| ---- | --------------------------- | ------------------------------- | ---------------------------- |
| 1997 | L.A. Confidential           | Curtis Hanson & Brian Helgeland | tiểu thuyết của James Ellroy |
| 1998 | Shakespeare in Love         | Marc Norman & Tom Stoppard      | Marc Norman & Tom Stoppard   |
| 1999 | Boys Don't Cry (chuyển thể) | Andy Bienen & Kimberly Pierce   |                              |
| 1999 | Being John Malkovich (gốc)  | Charlie Kaufman                 | Charlie Kaufman              |

### Thập niên 2000
| Năm  | Kịch bản phim                         | Soạn giả                             | Nguồn                                |
| ---- | ------------------------------------- | ------------------------------------ | ------------------------------------ |
| 2000 | Wonder Boys (chuyển thể)              | Steve Kloves                         | tiểu thuyết của Michael Chabon       |
| 2000 | Erin Brockovich (gốc)                 | Susannah Grant & Richard LaGravanese | Susannah Grant & Richard LaGravanese |
| 2001 | Memento                               | Christopher Nolan                    | truyện ngắn của Jonathan Nolan       |
| 2002 | Igby Goes Down                        | Burr Steers                          | Burr Steers                          |
| 2003 | The Station Agent                     | Thomas McCarthy                      | Thomas McCarthy                      |
| 2004 | Eternal Sunshine of the Spotless Mind | Charlie Kaufman                      | Charlie Kaufman                      |
| 2005 | Crash                                 | Paul Haggis & Robert Moresco         | Paul Haggis & Robert Moresco         |
| 2006 | Thank You For Smoking                 | Jason Reitman                        | tiểu thuyết của Christopher Buckley  |
| 2007 | Juno                                  | Diablo Cody                          | Diablo Cody                          |
| 2008 | Frost/Nixon                           | Peter Morgan                         | kịch của Peter Morgan                |

Bản mẫu:LVFCS Awards Chron